# Сино-тибетские народы
Сино-тибетские народы — народы, объединённые родством языков, составляющих сино-тибетскую семью, или, как её называли раньше, тибето-китайскую. В ней выделяется очень большая ветвь тибето-бирманских языков, состоящая в свою очередь еще из нескольких групп, группа мяо-яо и два самостоятельных языка, дунганский и китайский. Последний имеет ряд вариантов и диалектов и превосходит по числу говорящих на нем все языки мира.
Не всегда сино-тибетские народы связаны родством генетическим, иногда какой-либо этнос перенимает чужой язык, но исторические и территориальные связи между такими народами обязательны.
Сино-тибетские народы проживают в основном на территории Китая, где составляют большинство населения. Само название отражает их местоположение: Китай (сино- здесь — от латинского названия Китая) и Тибет. К сино-тибетским народам относится большинство населения Мьянмы и Бутана. Значительные группы населяют также Таиланд, Вьетнам, Лаос, Непал и Индию.